# 리히텐슈타인 후녀 노라
리히텐슈타인 후녀 노라(Princess Nora of Liechtenstein, 1950년 10월 31일 ~ )는 리히텐슈타인의 후녀이다.
리히텐슈타인의 후작 프란츠 요제프 2세와 게오르기나 폰 빌체크의 4남 1녀 중 고명딸이며, 현재 재위 중인 리히텐슈타인 후작 한스아담 2세의 여동생이다.